# ورزشگاه مهاراجه
ورزشگاه مهاراجه، ورزشگاهی است در کوچی، هند است. گنجایش این ورزشگاه ۱۵٬۰۰۰ نفری است. این مسابقات میزبان برخی از مسابقات ازجمله مقدماتی جام ملت‌های آسیا ۱۹۶۰ و همچنین مسابقات قهرمانی دو و میدانی مدارس کشور هند در سال ۲۰۰۹ بود.
امکانات موجود برای فعالیت‌های ورزشی شامل پیست مصنوعی ۴۰۰ متری، زمین فوتبال، زمین کریکت، غرفه ورزشگاه و زمین‌های بازی‌هایی مانند هاکی، والیبال، بسکتبال، خو خو، کبدی و بدمینتون است. امکاناتی برای بازی‌های داخل سالن مانند تنیس روی میز، شطرنج، کشتی، وزنه‌برداری و وزنه‌برداری در دسترس است.